# Варнава Дзордзатос
Варнава (на гръцки: Βαρνάβας, Варнавас) е гръцки духовник, митрополит на Китроската и Катеринска епархия от 1954 до 1985 година.

## Биография
По произход е от Патра, Гърция. Роден е в 1918 година със светското име Николаос Дзордзатос (Νικόλαος Τζωρτζάτος). Завършва Богословския факултет на Атинския университет. С наредба от 12 юни 1940 година става военен свещеник заедно с други свещеници.
Превежда произведения на английски и френски религиозни писатели. Също така става професор на Богословското училище на Светия кръст в Бостън.
В 1950 година е назначен за първи директор на първото богословско училище на Църквата на Гърция.
На 28 май 1954 година Варнава е избран от йерархията на Църквата на Гърция за митрополит на Китроската и Катеринска епархия. Развива научна дейност и става преподавател в Богословско училище на Солунския университет.
Варнава умира на 19 август 1985 година в Солун.
По случай 10 години от смъртта на Варнава в 1995 година в Катерини е открита библиотека, носеща неговото име и съдържаща над 8000 книги и списания на различни теми.